# Долиняни (Надсяння)
Долиняни — південна частина української етнічної групи надсянців, яка проживала неподалік міст Мриголод, Буківсько, Сянік, Загір'я, Лісько, Надоляни. Польські етнографи визнавали цю групу через те, що вона становила більшість населення в місцевості,— на відміну від центральної і західної частин Надсяння, де не визнавали українців.

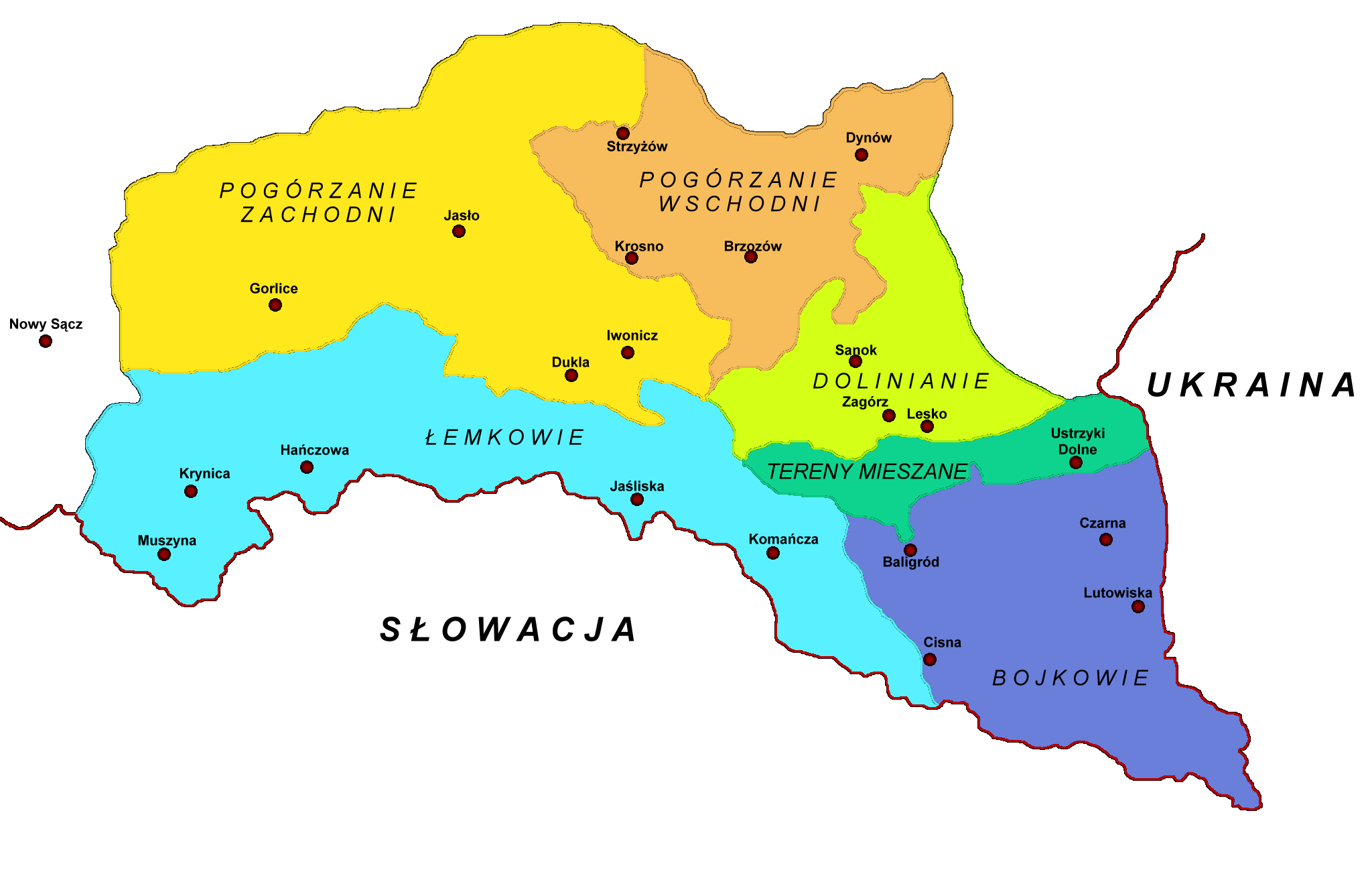
Польська етнографічна карта Надсяння

Після Другої світової війни більшість примусово виселена в СРСР, а решта — в ході операції «Вісла» депортована на понімецькі землі.

## Архітектура

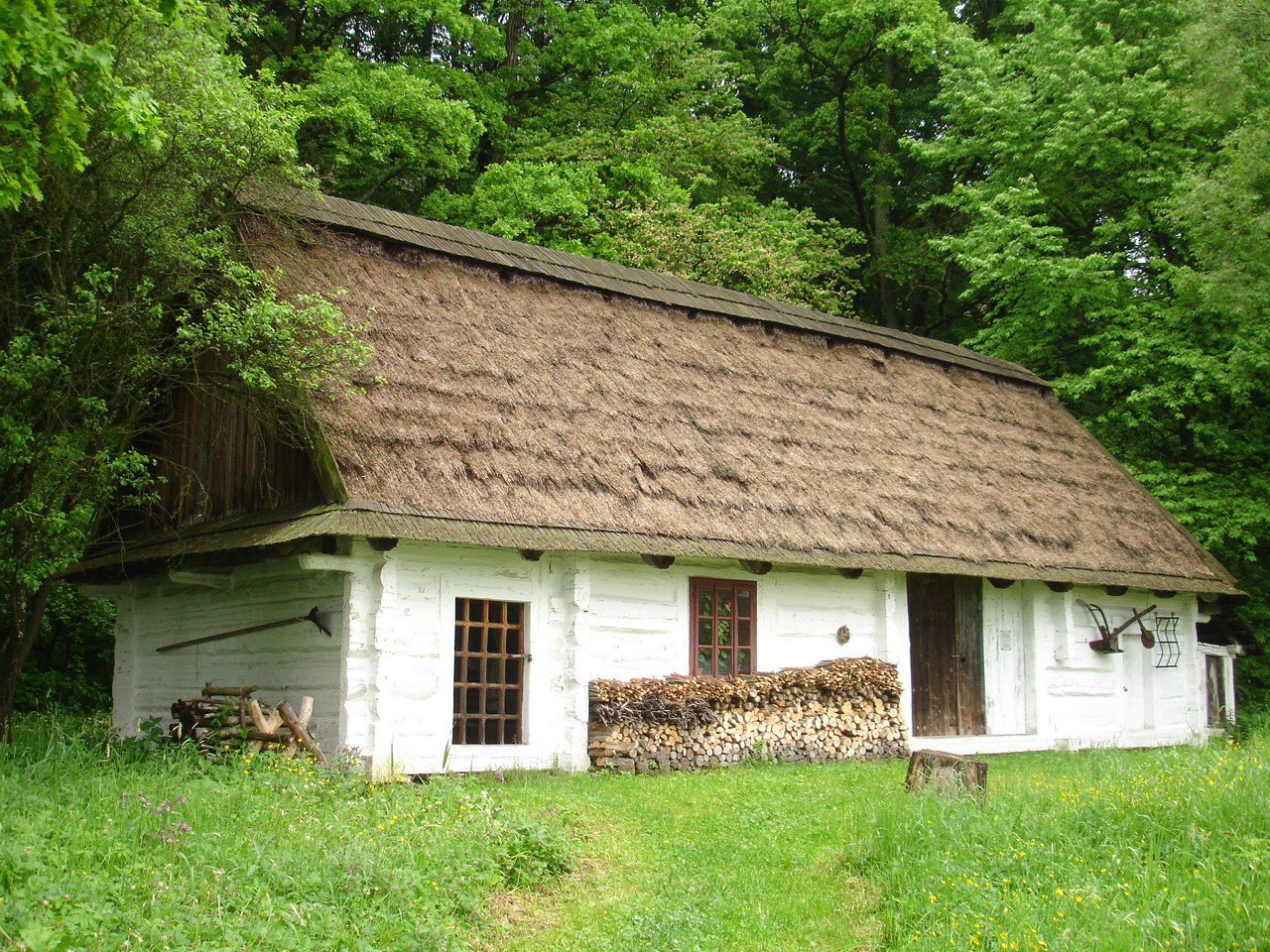
Давня хата з Надолян, перенесена до скансену в Сяноку

Вирізнялися побудовою єдиної зрубної житлово-господарської будівлі, ліпленої глиною і побіленої вапном. До Першої світової війни накривали солом'яною покрівлею, ладі переходили на ґонту, цементну дахівку або бляху. Для цих будівель характерною була наявність комор, за розміром рівних стайні. Села розміщували уздовж річок.